# مارتین تیلور (بازیکن فوتبال، زاده ۱۹۷۹)
مارتین تیلور (انگلیسی: Martin Taylor؛ زادهٔ ۹ نوامبر ۱۹۷۹) بازیکن فوتبال اهل انگلستان است.
از باشگاه‌هایی که در آن بازی کرده‌است می‌توان به بیرمنگام سیتی، شفیلد ونزدی، واتفورد، بلکبرن روورز
، باشگاه فوتبال استوک‌پورت کانتی، نوریچ سیتی و باشگاه فوتبال برنتفورد اشاره کرد.
وی همچنین در تیم ملی فوتبال زیر ۲۱ سال انگلستان بازی کرده است.